# Manukan
Manukan là một đô thị hạng 1 ở tỉnhZamboanga del Norte, Philippines. Theo điều tra dân số năm 2000, đô thị này có dân số 31.855 người trong 6.010 hộ.
Manukan được lập ngày 16 tháng 6 năm 1951.

## Các đơn vị hành chính
Manukan, về mặt hành chính, được chia thành 22 khu phố (barangay).
| - Dipane - Disakan - Don Jose Aguirre - Đ Poblacion - Gupot - Libuton - Linay - Lingatongan - Lupasang - Mate - Meses | - Palaranan - Pangandao - Patagan - Poblacion - Punta Blanca - Saluyong - San Antonio - Serongan - Suisayan - Upper Disakan - Villaramos |